# Bridget Jones: The Edge of Reason
Bridget Jones: The Edge of Reason (Bridget Jones: Al borde de la razón en Hispanoamérica y El diario de Bridget Jones: Sobreviviré en España) es una película británica de comedia romántica de 2004, dirigida por Beeban Kidron y protagonizada por Renée Zellweger como Bridget Jones, Colin Firth como Mark Darcy y Hugh Grant como Daniel Cleaver. Secuela de El diario de Bridget Jones, del año 2001, está basada en la novela homónima de Helen Fielding.
Hay diferencias significativas entre las líneas narrativas de la novela y esta adaptación cinematográfica. Una de las omisiones más importantes es que la película no hace ninguna mención a la fascinación de Bridget por la serie  Orgullo y prejuicio de la BBC y su estrella Colin Firth, a quien Bridget conoce (en el libro) en Italia. Firth, además, es el actor que interpreta a Mark Darcy en las tres películas sobre Bridget Jones.
Aunque la película tuvo una acogida mixta por parte de los críticos, fue un éxito en taquillas recaudando más de $260 millones de dólares alrededor del mundo.

## Sinopsis
Bridget Jones (Renée Zellweger) tiene una relación con el apuesto Mark Darcy (Colin Firth ) y ha dejado al cretino de su exjefe Daniel (Hugh Grant). Lo malo es que una compañera de Mark, Rebecca (Jacinda Barrett), estropea su relación debido a diferentes incidentes. Daniel reaparece y su jefe los pone a trabajar juntos, como coconductores de un programa televisivo. Esto la lleva a ciertos problemas en un viaje a Tailandia en el cual Bridget termina en la cárcel. No obstante, como siempre, sigue contando con el apoyo de sus amigos y por supuesto de Mark.

## Elenco
- Renée Zellweger como Bridget Jones.
- Colin Firth como Mark Darcy.
- Hugh Grant como Daniel Cleaver.
- Jacinda Barrett como Rebecca Gillies.
- Jim Broadbent como Colin Jones.
- Gemma Jones como Pamela "Pam" Jones.
- Sally Phillips como Sharon "Shazza".
- James Callis como Tom.
- Shirley Henderson como Jude.
- James Faulkner como Tío Geoffrey.
- Celia Imrie como Una Alconbury.
- Dominic McHale como Bernard.
- Donald Douglas como el Almirante Darcy.
- Shirley Dixon como Geraldine Darcy.
- Neil Pearson como Richard Finch.
- Sam Hazeldine como El Periodista

## Producción
La fotografía principal comenzó el 6 de octubre de 2003 y concluyó el 15 de febrero de 2004. 
El rodaje tuvo lugar en Southwark y Primrose Hill. Las escenas de esquí tuvieron lugar en Lech (Vorarlberg), al oeste de Austria.
Durante la escena de la pelea entre Daniel y Mark en la "Serpentine Gallery de Kensington Gardens" (en realidad se rodó en los Italian Gardens, cerca de Lancaster Gate), en su mayor parte no fue coreografiada, sino que simplemente se pidió a los actores que lucharan entre sí como pudieran. 
En un momento de la película (cuando Bridget y Shazzer están en el aeropuerto tailandés), Bridget se permite la fantasía de que Mark sale del agua con una camisa blanca mojada, como hizo Colin Firth en la versión de 1995 para la BBC de Orgullo y prejuicio. El poema que cita Daniel al pasar por Ko Panyi es la historia de "Phra Aphai Mani", de Sunthorn Phu. 
Una de las diferencias más significativas entre la novela y la película es que en ésta no se menciona la fascinación de Bridget por la versión televisiva de la BBC de Orgullo y prejuicio de Jane Austen (Colin Firth protagonizó esa producción). 
Sandra Gregory declaró que las escenas de la cárcel tailandesa probablemente se inspiraron en su incidente, ya que Helen Fielding conocía a los vecinos de al lado de sus padres y presumiblemente habría hablado con ellos.

## Banda sonora
1. Will Young - "Your Love Is King"
2. Jamelia - "Stop!"
3. Kylie Minogue - "Can't Get You Out Of My Head"
4. Joss Stone - "Super Duper Love"
5. Mary J. Blige - "Sorry Seems to Be the Hardest Word"
6. Robbie Williams - "Misunderstood"
7. Love Affair - "Everlasting Love" (NB: Jamie Cullum's version appears on the CD)
8. Barry White - "You're the First, the Last, My Everything"
9. Beyoncé featuring Jay Z - "Crazy in Love"
10. Rufus Wainwright featuring Dido - "I Eat Dinner"
11. 10cc - "I'm Not in Love"
12. Carly Simon - "Nobody Does It Better"
13. Primal Scream - "Loaded"
14. The Darkness - "I Believe in a Thing Called Love"
15. Amy Winehouse - "Will You Still Love Me Tomorrow?"
16. Minnie Riperton - "Lovin' You"
17. Aretha Franklin - "Think"
18. Leona Naess - "Calling"
19. Sting featuring Annie Lennox - "We'll Be Together"
20. Harry Gregson-Williams - "Bridget's Theme"
21. Mr.Bean - What Can I Do With Out You?

## Secuela
Una secuela con el título de Bridget Jones's Baby fue estrenada el 16 de septiembre de 2016.